# Lamprologus kungweensis
Lamprologus kungweensis är en fiskart som beskrevs av Poll, 1956. Lamprologus kungweensis ingår i släktet Lamprologus och familjen Cichlidae. IUCN kategoriserar arten globalt som akut hotad. Inga underarter finns listade i Catalogue of Life.